# الدولابي
الدُولابي (224 - 310 هـ / 839 - 923 م) هو مؤرخ من حفاظ الحديث، من أهل الري نسبته إلى «الدولاب» من أعمالها.

## ما قاله الذهبي عنه
قال الذهبي في ترجمته: الدُّوْلاَبِيُّ أَبُو بِشْرٍ مُحَمَّدُ بنُ أَحْمَدَ بنِ حَمَّادٍ الإِمَامُ، الحَافِظُ البَارِعُ، أَبُو بِشْرٍ مُحَمَّدُ بنُ أَحْمَدَ بنِ حَمَّادِ بنِ سَعِيْدِ بن مُسْلِمٍ الأَنْصَارِيُّ، الدُّوْلاَبِيُّ، الرَّازِيُّ، الوَرَّاقُ.
سَمِعَهُ الحَسَنُ بنُ رَشِيق يَقُوْلُ: وُلِدْتُ فِي سَنَةِ أَرْبَعٍ وَعِشْرِيْنَ وَمائَتَيْنِ.
سَمِعَ: مُحَمَّدَ بنَ بَشَّارٍ، وَمُحَمَّد بن المُثَنَّى، وَأَحْمَد بن أَبِي سُرَيْج الرَّازِيّ، وَزِيَاد بن أَيُّوْبَ، وَمُحَمَّد بن مَنْصُوْرٍ الجَوَّاز، وَهَارُوْن بنَ سَعِيْدٍ الأَيْلِيّ، وَمُوْسَى بن عَامِرٍ المُرِّيّ، وَأَبَا غَسَّانَ زُنَيْج، وَمُحَمَّدَ بنَ إِسْمَاعِيْلَ ابْن عُلَيَّةَ، وَأَبَا إِسْحَاقَ الجُوْزَجَانِيّ، وَأَبَا بَكْرٍ مُحَمَّدَ بن عَبْدِ الرَّحْمَنِ الجُعْفِيّ، وَيَزِيْدَ بنَ عَبْدِ الصَّمَدِ، وَمُحَمَّدَ بنَ عَوْفٍ الحِمْصِيّ، وَطَبَقَتهُم.
حَدَّثَ عَنْهُ: عَبْدُ الرَّحْمَنِ بنُ أَبِي حَاتِمٍ، وَأَبُو أَحْمَدَ بنُ عَدِيٍّ، وَأَبُو القَاسِمِ الطَّبَرَانِيُّ، وَأَبُو الحَسَنِ بنُ حَيُّويَه، وَأَبُو بَكْرٍ بنُ المُقْرِئِ، وَأَبُو بَكْرٍ أَحْمَدُ بنُ مُحَمَّدٍ المُهَنْدِس، وَأَبُو حَاتِمٍ بنُ حِبَّانَ، وَهِشَام بن مُحَمَّدِ بنِ قرَّة الرُّعَيْنِيُّ، وَآخَرُوْنَ.
قَالَ الدَّارَقُطْنِيّ: يَتَكَلَّمُوْنَ فِيْهِ، وَمَا يُتَبَيَّنُ مِنْ أَمره إِلاَّ خَيْر.
وَقَالَ ابْنُ عَدِيٍّ: هُوَ مُتَّهَم فِيْمَا يَقُوْله فِي نُعَيْم بن حَمَّادٍ لصلاَبتِهِ فِي أَهْل الرَّأْي.
وَقَالَ ابْنُ يُوْنُسَ: كَانَ أَبُو بِشْرٍ مِنْ أَهْلِ الصَّنْعَة، وَكَانَ يُضعَّف. قَالَ: وَمَاتَ بِالعرج - بَيْنَ مَكَّة وَالمَدِيْنَة - فِي ذِي القَعْدَةِ، سَنَةَ عَشْرٍ وَثَلاَثِ مائَةٍ.

## ترجمته
هو أبو بِشْر محمد بن أحمد بن حماد بن سعيد بن مسلم الأنصاري (بالولاء) الدولابي الرازي. عمل وراقا ورحل في طلب الحديث، واستقر بمصر.توفي في طريقة إلى الحج، بين مكة والمدينة.

## آثاره
- «الذرية الطاهرة» ، طبع بتحقيق من سعد المبارك الحسن (الطبعة الأولى 1407 هـ، الدار السلفية، الكويت).
- «الكنى والأسماء» ، طبع بتحقيق من أبو قتيبة نظر محمد الفاريابي (الطبعة الأولى 1421 هـ، دار ابن حزم، بيروت).